# Borysthenes mambilensis
Borysthenes mambilensis är en insektsart som beskrevs av Van Stalle 1984. Borysthenes mambilensis ingår i släktet Borysthenes och familjen kilstritar. Inga underarter finns listade i Catalogue of Life.